# Гиперболический цилиндр
Гиперболический цилиндр — поверхность второго порядка, направляющей для которой служит гипербола. Гиперболический цилиндр образуется при перемещении гиперболы по прямой. Это линейчатая поверхность. Каноническое уравнение гиперболического цилиндра следующее:
{\displaystyle {\frac {x^{2}}{a^{2}}}-{\frac {y^{2}}{b^{2}}}=1}

Гиперболический цилиндр может быть обозначен параметрически:

{\displaystyle x=a\ \cosh u}

{\displaystyle y=b\ \sinh u}

{\displaystyle z=\ \nu }

Коэффициенты первой фундаментальной формы:

{\displaystyle E=a^{2}\ h^{2}\cosh ^{2}u+b^{2}\ h^{2}\sinh ^{2}u}

{\displaystyle F=0}

{\displaystyle G=1}

Коэффициенты второй фундаментальной формы:

{\displaystyle e=-{\frac {ab}{2(a^{2}\ \cosh ^{2}u+b^{2}\ \sinh ^{2}u)}}}

{\displaystyle f=0}

{\displaystyle g=0}

## Кривизна
Главная и гауссова кривизна следующие:

{\displaystyle K=0}

{\displaystyle H=-{\frac {ab}{2(a^{2}\ \cosh ^{2}u+b^{2}\ \sinh ^{2}u)^{\frac {3}{2}}}}}